# Ajin
Ajǐn, Ayĭn (o anche Ayn, ebraico: עיו) è la sedicesima lettera dell'alfabeto ebraico come ע‎, e dell'alfabeto proto-semitico. Presente in molti abjad semitici come l'aramaico e l'arabo con ع‎, è ventunesima nell'alfabeto arabo-persiano e diciottesima nell'ordine hija’i.

La lettera fenicia Ayin

Il glifo ʿayin in queste varie lingue rappresenta, ovvero rappresentava, una fricativa faringale sonora (ʕ), o una consonante articolata allo stesso modo, che non ha un sostituto equivalente o approssimativo nei suoni della lingua italiana. Ci sono molte possibili traslitterazioni

## Origini
Il nome della lettera deriva dal protosemitico *ʿayn- "occhio", e la lettera fenicia aveva una forma di occhio, con origini dal geroglifico ı͗r 
| D4 |

A tutt'oggi, ʿayin in ebraico, arabo, amarico e maltese significa "occhio" e "sorgente" (ʿayno in assiro).
La lettera fenicia diede origine all'Ο greco, al latino O, e al cirillico О, tutte vocali.
Il suono rappresentato da ajin è comune a gran parte delle lingue afro-asiatiche, come le lingue egiziane, cuscitiche e semitiche. Alcuni studiosi ritengono che il suono in protoindoeuropeo trascritto h3 fosse simile, sebbene ciò sia discutibile.

## Ajinebraica
| Varianti ortografiche | Varianti ortografiche | Varianti ortografiche | Varianti ortografiche | Varianti ortografiche |
| Vari font tipografici | Vari font tipografici | Vari font tipografici | Corsivo ebraico       | Carattere Rashi       |
| Serif                 | Sans-serif            | Monospazio            | Corsivo ebraico       | Carattere Rashi       |
| --------------------- | --------------------- | --------------------- | --------------------- | --------------------- |
| ע                     | ע                     | ע                     |                       |                       |

Ortografia ebraica compitata: עַיִן‎
Ajin, insieme a Aleph, Reš, He, e Heth, non possono ricevere il segno diacritico dagesh.

### Rappresentazione fonetica
Tradizionalmente Ajin viene descritta come una fricativa faringale sonora ([ʕ]). Tuttavia, ciò pare incorretto. Sebbene una fricativa faringale sonora sia stata occasionalmente osservata per l'ajin in arabo e quindi possa presentarsi anche in ebraico, il suono è più comunemente un'epiglottale (ʢ), e può inoltre essere una occlusiva glottidale sorda faringealizzata ([ʔˤ]).
In alcune pronunce sefardite e aschenazite, ʿayin rappresenta un suono nasale velare ([ŋ]), come in italiano nelle parole anche ['aŋke], inganno [iŋ'ganno]. Residui di ciò si possono riscontrare nelle pronunce yiddish di parole come /ˈjaŋkəv/ e /ˈmansə/ dall'ebraico (HE)  (yaʿăqōḇ, "Jacob") e (HE)  (maʿăse, "storia"), ma in altri casi la nasale è scomparsa, rimpiazzata da /j/, come in /ˈmajsə/ e /ˈmajrəv/ dall'ebraico (HE)  e (HE)  (maʿărāḇ, "ovest"). Nell'ebraico israeliano (eccetto che nelle pronunce mizrahì) rappresenta in certi casi una occlusiva glottidale, principalmente muta (cioè, si comporta come l‘Aleph). Tuttavia, spesso i cambiamenti in vocali adiacenti testimoniano la precedente presenza di un'articolazione faringea o epiglottica. Così, può essere utilizzata come una shibboleth per identificare il contesto sociale di chi parla, poiché mizrahim e arabi tendono ad utilizzare l'occlusiva glottidale sorda in quasi tutti i casi.
Ajin è anche una delle tre lettere che possono prendere il segno diacritico vocalico pataḥ (niqqud).
In yiddish, la lettera ʿÁyin viene usata per scrivere la vocale E (quando non è parte del dittongo ey).

### Significato
Nella ghematria, ajin rappresenta il numero 70.
Ajin è inoltre una delle sette lettere che possono essere rappresentate con tre speciali corone sovrastanti (chiamate תָּגִים, tagim - plurale di tag) quando scritte in una Sefer Torah, in questo modo:

Le altre lettere sono: ג ז ט נ צ ש